# Hedotettix guibelondoi
Hedotettix guibelondoi är en insektsart som beskrevs av Bolívar, I. 1887. Hedotettix guibelondoi ingår i släktet Hedotettix och familjen torngräshoppor. Inga underarter finns listade i Catalogue of Life.